# 李神威
李神威，东魏、北齐赵郡高邑县人。
李神威是李义深族弟。他的曾祖李融，是北魏中书侍郎，李神威幼年就有风度神采，家里传授《礼》学，他能传其家业，礼学粗通义训。又喜欢音乐，撰集《乐书》，一共近百卷。官至尚书左丞。天保初年去世。赠信州刺史。